# Afroleptomydas omeri
Afroleptomydas omeri is een vliegensoort uit de familie Mydidae. De wetenschappelijke naam van de soort is, geplaatst in het geslacht Leptomydas, voor het eerst geldig gepubliceerd in 1955 door Stuckenberg.
De soort komt voor in Zuid-Afrika.